# Jaromír Korčák
Jaromír Korčák (12. července 1895 Vrážné u Jevíčka – 6. října 1989 Praha) byl představitel české geografie, demografie a statistiky. Sám o sobě ovšem uváděl, že pracuje v oboru mesologie (anthropogeografie) a vědy populační.
Byl synem venkovského učitele. Po absolvování gymnázia vystudoval přírodopis a zeměpis na pražské univerzitě a poté pracoval ve Státním úřadu statistickém jako vrchní ministerský komisař a působil jako expert Státní statistické rady a člen Sboru pro výzkum Slovenska při Slovanském ústavě. Po druhé světové válce přednášel na vysokých školách (Vysoká škola obchodní ČVUT, Vysoká škola politická a sociální, Univerzita Karlova).

## Vědecká kariéra
V roce 1946 byl na Vysoké škole sociální a politické jmenován profesorem. V roce 1948 se habilitoval na docenta demografie na Přírodovědecké fakultě Univerzity Karlovy a v roce 1951 byl jmenován profesorem geografie. Po rozdělení katedry geografie v roce 1953 na katedru kartografie a fyzické geografie a na katedru ekonomické a regionální geografie byl Jaromír Korčák až do roku 1960 vedoucím nové katedry ekonomické a regionální geografie. Založil tu výzkum a výuku sociálněekonomické geografie (dle jeho pojetí geografických pravidelností vznikla tzv. albertovská škola geografie, jejímž nejvýznamnějším představitelem je Martin Hampl) a vychoval mnoho současných českých i slovenských humánních geografů a demografů (např. Martina Hampla, Zdeňka Pavlíka, Václava Gardavského, Zdeňka Čermáka, Kolomana Ivaničku, Jana Müllera, Olivera Bašovského), z nichž mnozí působí jako učitelé a vědci nejen Přírodovědecké fakultě UK, ale i na jiných geografických pracovištích v Česku.
Mnozí další působili a působí v oblasti aplikované geografie, zejména na úseku regionálního rozvoje a územního plánování. Do penze odešel v roce 1966, avšak i nadále publikoval. Vytvořil na 250 vědeckých prací.
Byl členem několika vědeckých společností, např. Československé statistické společnosti, Společnosti pro studium národnostních otázek, Československé společnosti zeměpisné. V letech 1961–1962 byl úřadujícím místopředsedou Československé společnosti zeměpisné a v letech 1962–1969 byl jejím předsedou. Působil i jako předseda redakční rady Sborníku ČSZ. Byl též členem Komise pro český demografický slovník při Ekonomickém ústavu ČSAV.
V demografii je pokračovatelem Antonína Boháče, ve statistice navázal na matematika Václava Lásku a ekonomy Ladislause Bortkiewicze a Vilfreda Pareta, z geografů byli jeho učiteli Viktor Dvorský, Jiří V. Daneš, Jovan Cvijić, v oborech příbuzných anropolog Jindřich Matiegka a archeolog a antropolog Lubor Niederle. Již před druhou světovou válkou propagoval užití matematických metod a aplikace matematických modelů v geografické analýze. Zabýval se mj. demografickou analýzou a syntézou, vymezením urbanizovaných území v podobě areálů maximálního zalidnění nebo ekonomickogeografickou regionalizací Československa a také přispěl k teorii etnogeneze. Zdůrazňoval vliv geografického prostředí na populaci a „usedlost“ považoval za základní znak národa jako regionálního typu lidské pospolitosti. Svým statistickým přístupem k realitě zobecnil význam statistické struktury rozlišením souborů podle jejich vnitřní struktury na homogenní struktury (výsledkem bývá pravidelný útvar, Gaussova křivka) a na heterogenní struktury (studuje se různorodá oblast, dominují vnější faktory diferencující dané soubory pozorování krajně asymetrické rozložení, pravidlo „velikost – pořadí“ (angl. rank–size rule), Zipfovo pravidlo, mocninná křivka jako základ fraktálů). Obohatil teorii regionální geografie např. grafickým znázorněním, že kausální vztahy v geografii nejsou jen lineární, ale současně plošné. Jedná se o autora pojmu kmenová oblast. Přednášel na Přírodovědecké fakultě UK. Je autorem mnoha učebnic a vědeckých prací. Publikoval například v časopisech Sociální problémy, Statististický obzor, Národnostní obzor, Česká mysl, Sborník ČSZ, Acta Universitatis Carolinae – Geographica aj.

## Rodina
Jeho bratr Rostislav Korčák (1894–1984) byl český novinář a publicista, redaktor ilegálního antinacistického časopisu Český kurýr (1939–1941). Synem je architekt Pavel Korčák (1929–2016) a dcerou jeho je architektka Olga Bašeová (* 1934). Prasynovcem a praneteří Jaromíra Korčáka byl Vladimír Korčák (1949–2012) básník a překladatel, a jeho sestra Jiřina Korčáková (* 1955), česká herečka a spisovatelka, oba vnuci Rostislava Korčáka.

## Ocenění a uznání
Po Jaromíru Korčákovi byl pojmenován Korčákův zákon (anglicky Korcak's law). V ekologii se používá Korčákův index mozaikovitosti a fragmentace krajiny (angl.
Korcak exponent of patchiness) a Korčákova dimenze (angl. Korcak dimension). Později se ukázalo, že vztah ustavený B. Madelbrotem mezi Korčákovým exponentem a fraktální (Hausdorffovou) dimenzí není platný 
V roce 1965 byl vyznamenán Řádem práce.
Dne 6. října 2009 byla v Praze 2 na Albertově pojmenována jedna z ulic (do 5. října 2009 bezejmenná, mezi ulicemi Horská a Hlavova) na počest Jaromíra Korčáka Korčákova ulice.
V budově děkanátu Přírodovědecké fakulty UK v Praze na Albertově 6 byla po Jaromíru Korčákovi pojmenována posluchárna Levá rýsovna na Korčákova posluchárna (Levá rýsovna).

## Vybrané monografie
- 1929 Vylidňování jižních Čech: studie demografická. Praha, Spolek péče o blaho venkova, 97 s.
- 1930 Bytové poměry ve větších městech republiky československé na základě sčítání lidu ze dne 15. února 1921. Praha, Státní úřad statistický, 78 s.
- 1931 Příspěvek k teorii národnosti, zvl. otisk z Sociální problémy 1, č. 3. Praha, V. a A. Janda 1931, 24 s.
- 1932 Etnický vývoj československého Potisí, zvl. otisk z Národnostního obzoru 3, 1932, č. 3 a 4, 16 s.
- 1932 Otázka karpatoruská. Nepublikováno, 15 s.
- 1933 Přírodní prostředí Československa.
- 1934 Volkszählung in der Čechoslovakischen Republik vom 1. Dezember 1930 (Teil 1., Zunahme, Konzentration u. Dichte d. Bevölkerg, Geschlecht, Altersgliederg, Familienstand, Staatsangehörigk., Nationalität u. Religionsbekenntnis). Praha, Bursik & Kohout, 205 s.
- 1934 Variabilita jevů sociálních.
- 1934 Regionální členění Československa. Statistický obzor 15, s. 416–434
- 1938 Geopolitické základy Československa, jeho kmenové oblasti. Praha, Orbis, 170 s.
- 1938 Deux types fondamentaux de distribution statistique. Prague, Comité d’organisation, Bull. de l'Institute Int'l de Statistique, vol. 3, pp. 295–299.
- 1940 Etnický profil našeho národa. Praha, Václav Petr, 34 s. (I, II)
- 1941 Přírodní dualita statistického rozložení. Praha, Statistický obzor, r. 22, str. 171–222.
- 1947 Současný vzestup plodnosti v českých zemích. Praha, Státní úřad statistický, 206 s.
- 1951 Hospodářský zeměpis ČSR. Praha, Státní nakladatelství Učebnic a Vysoká škola politických a hospodářských věd, 85 s.
- 1964 Úvod do všeobecné geografie obyvatelstva. 2. vyd., Praha, Státní pedagogické nakladatelství, 150 s.
- 1966 Vymezení oblastí maximálního zalidnění. Acta Universitatis Carolinae–Geographica 1, s. 65–72
- 1973 Geografie obyvatelstva ve statistické syntéze. Praha, Univerzita Karlova, 147 s.